# 鲁昕
鲁昕（1955年—），女，汉族，辽宁抚顺人，中华人民共和国政治人物。

## 生平
鲁昕毕业于辽宁财经学院。1982年，供职于抚顺市财政局，1985年6月加入中国共产党，1993年升任局长。后改抚顺市副市长。1994年，升任辽宁省财政厅副厅长。2000年，升任厅长。2003年，任辽宁省副省长。2009年，改中华人民共和国教育部副部长。2016年1月，卸任中华人民共和国教育部副部长。2016年时，出任中央新疆办副主任。2018年1月，当选第十三届全国政协委员。